# Meconopsis horridula
Espèce
Classification phylogénétique
Meconopsis horridula est une espèce de plantes à fleurs du genre Meconopsis et de la famille des Papaveraceae trouvée en altitude en Asie.